# Кришталева печера
Криштале́ва печéра — геологічна пам'ятка природи загальнодержавного значення в Україні. Розташована на південно-західній околиці села Кривче Чортківського району Тернопільської області.

## Історія
Вважається, що печеру відкрив монах єзуїтського ордену Габріель Жанжинський (1664—1737). У виданій ним у 1721 році книзі «Натуральна історія королівська Польського» вперше згадується печера. Дослідження печери продовжувалися протягом XIX і на початку XX століть. Але детальне її вивчення проведено спелеологами лише у 1961—1971 роках. Тоді ж було здійснено і картування печери.
Розпорядженням Ради Міністрів УРСР від 7 серпня 1963 № 1180-р печері надано статус геологічної пам'ятки природи загальнодержавного значення.

## Опис
Досліджена довжина — ~28 км. Середня ширина ходів — 2 м, середня висота — 3  м. Вона практично суха і є легкою для проходження. Тут спостерігається впродовж року стала температура (+10,6 °C). Це одна з 2 печер які мають освітлений екскурсійний маршрут  на заході України. Приймає відвідувачів цілий рік,.
Туристичний маршрут має протяжність 2,5 км та триває близько півтори години. Перші 480 м  прокладені в вимитому природньому тунелем, стіни якого виблискують гіпсами, що нагадують листя папороті. На маршруті чергуються коридори і зали, окремі витвори природи отримали власні назви — голова бика, ящірка, слон тощо. Назву «Кришталева» печера отримала завдяки кристалам гіпсу білого, кремового та рожево-бурштинового кольору, що покриває її стіни.

## Туристичне та рекреаційне значення
Екскурсійний маршрут печери має електричне освітлення і досить зручний. Для його проходження не потрібно спеціального спорядження та одягу. Але деякі позамаршрутні ділянки печери закриті для туристів з метою запобігання порушенню мікроклімату печери та негативному впливові на ріст і збереження кристалів.
Особливістю печери є те, що в ній підвищена іонізація повітря і води, абсолютна відсутність патогенних організмів, а недавно виявлено мінеральний болотний мул і воду. Усе це робить «Кришталеву» найперспективнішим об'єктом для лікувальних та рекреаційних цілей.

## Екскурсії до печері
Графік роботи:
- понеділок — вихідний;
- вівторок — середа: 10:00—17:00;
- Четвер — неділя: 10:00—18:00.

Обідня перерва екскурсоводів згідно з графіком.
Останій захід екскурсійної групи у печеру проводиться за 1 год. до закінчення робочого часу екскурсоводів.
Вартість екскурсії:
на 1 дитину — 70 грн.
на 1 дорослого — 100 грн.
- Максимальна кількість чоловік у групі — 15.
- Мінімальна вартість екскурсії — 850 грн.

## Галерея

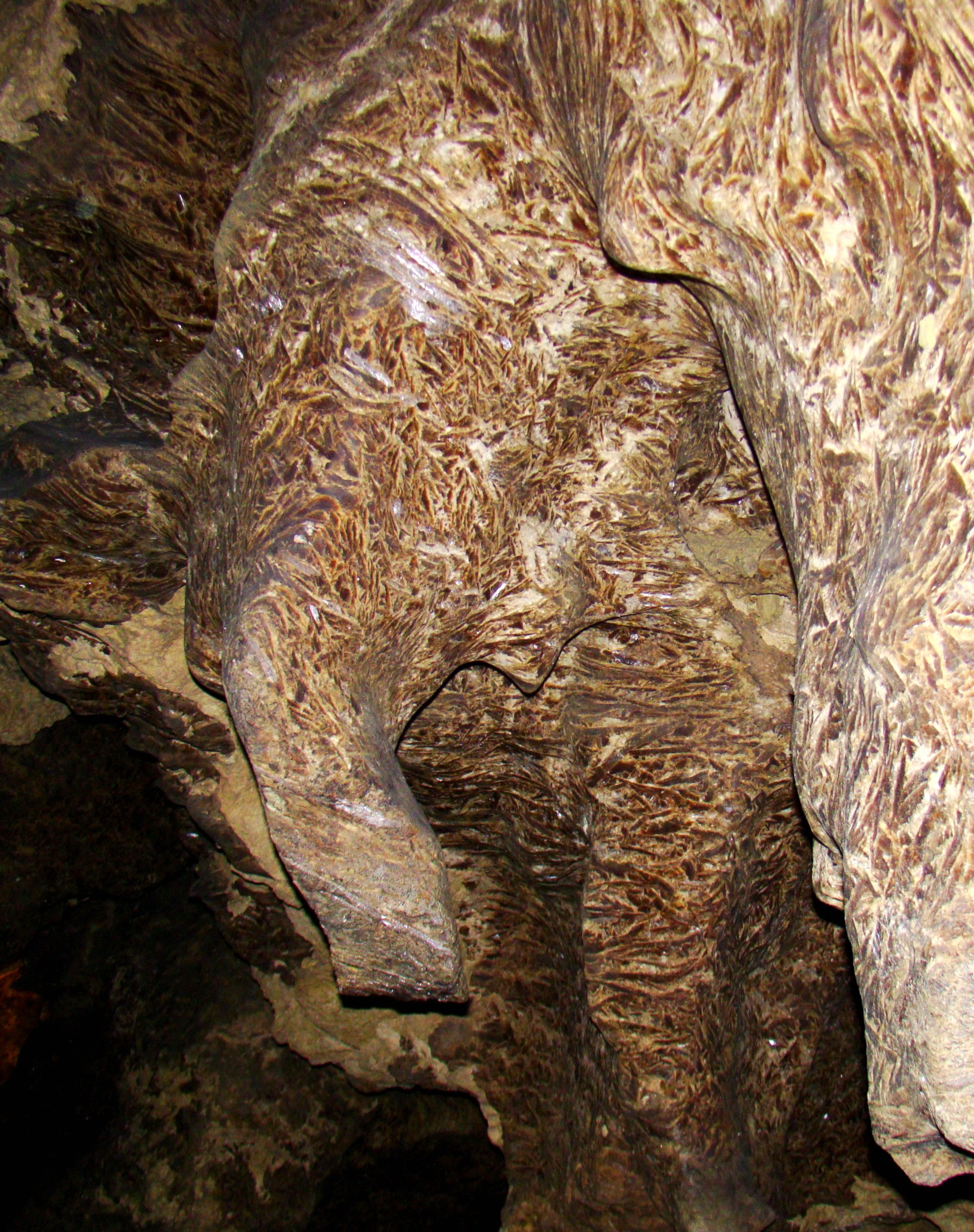
«Слон» Кришталевої печери
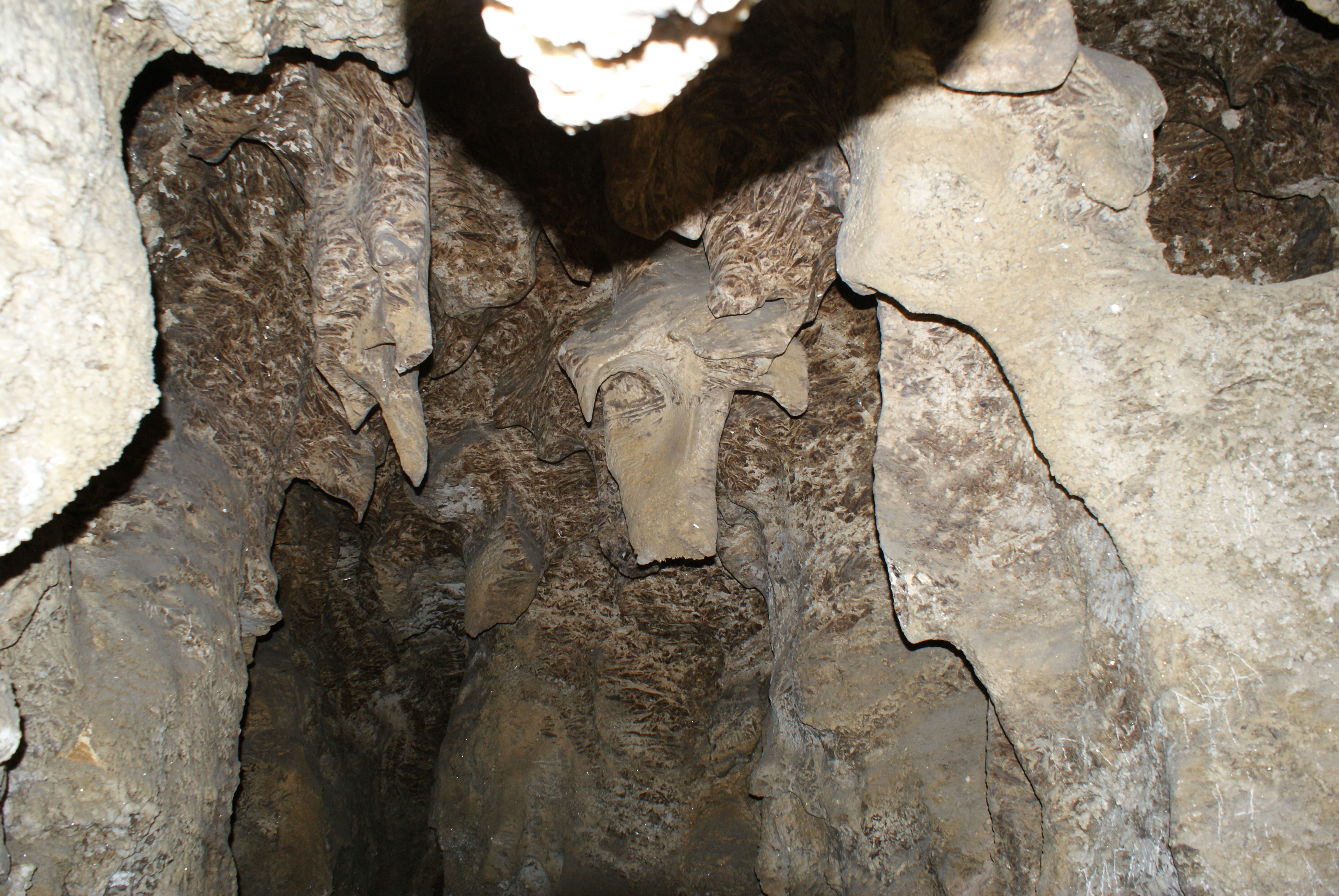
«Голова бика» Кришталевої печери
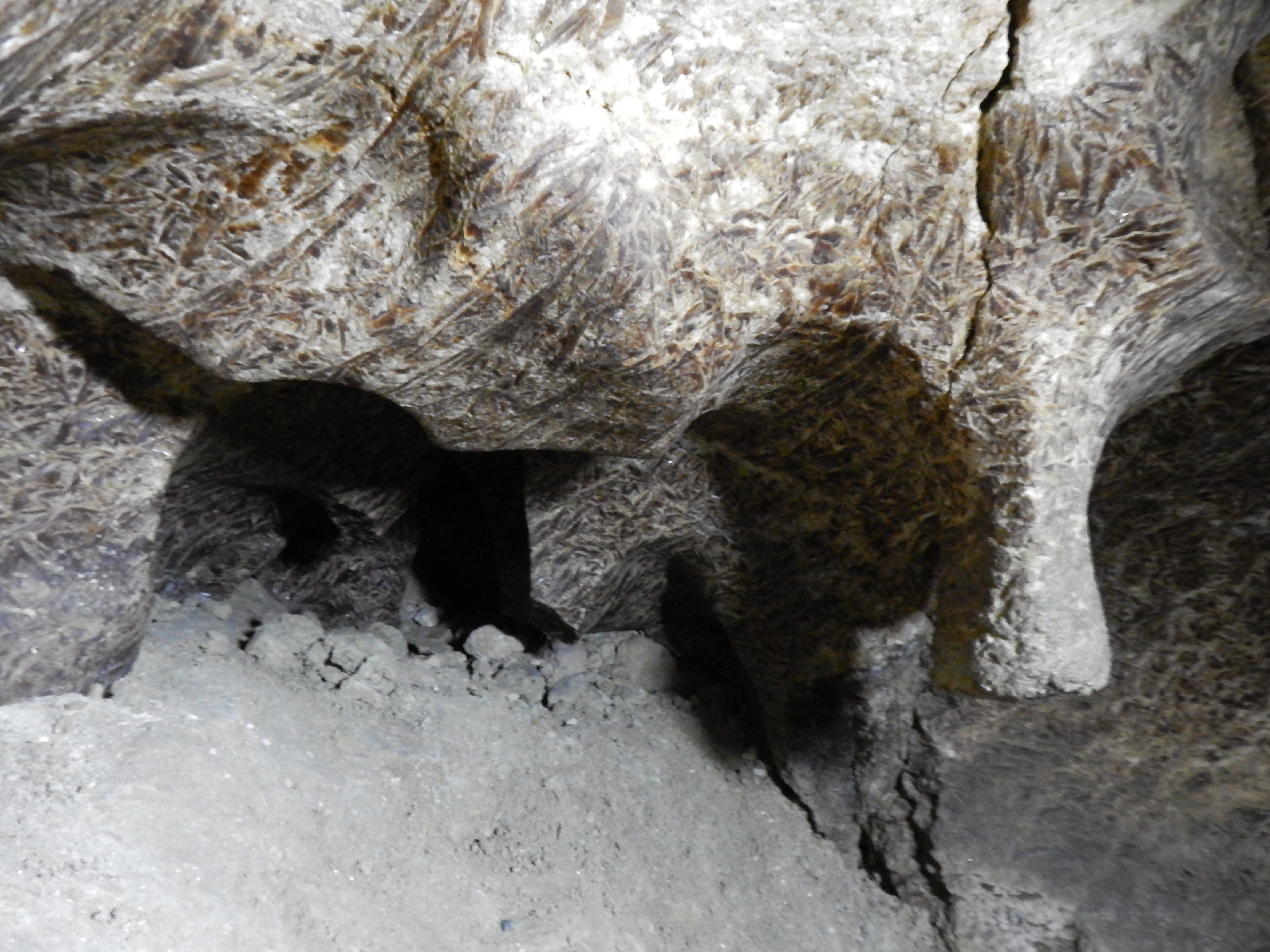
Кришталева печера
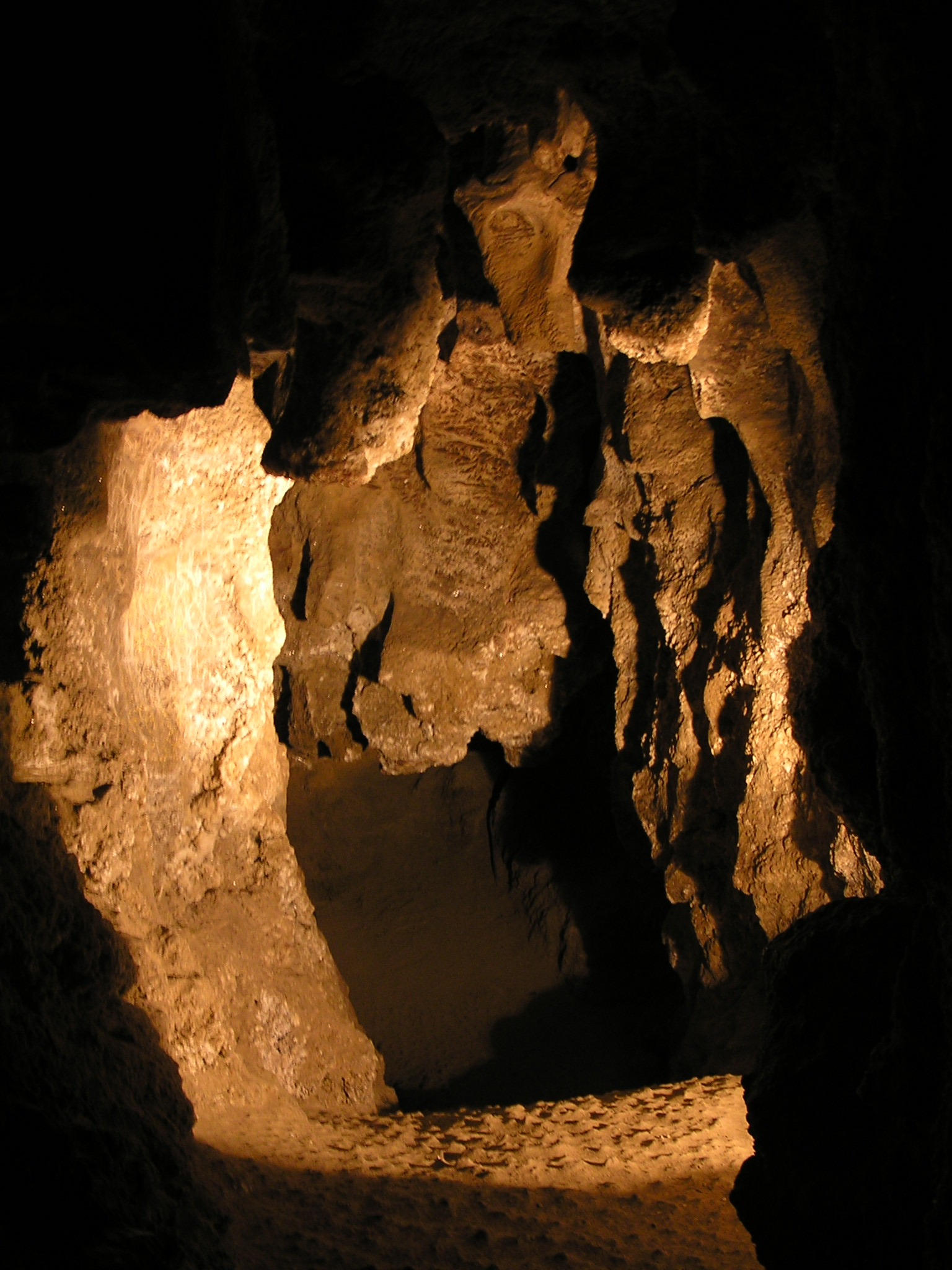
Один із коридорів печери
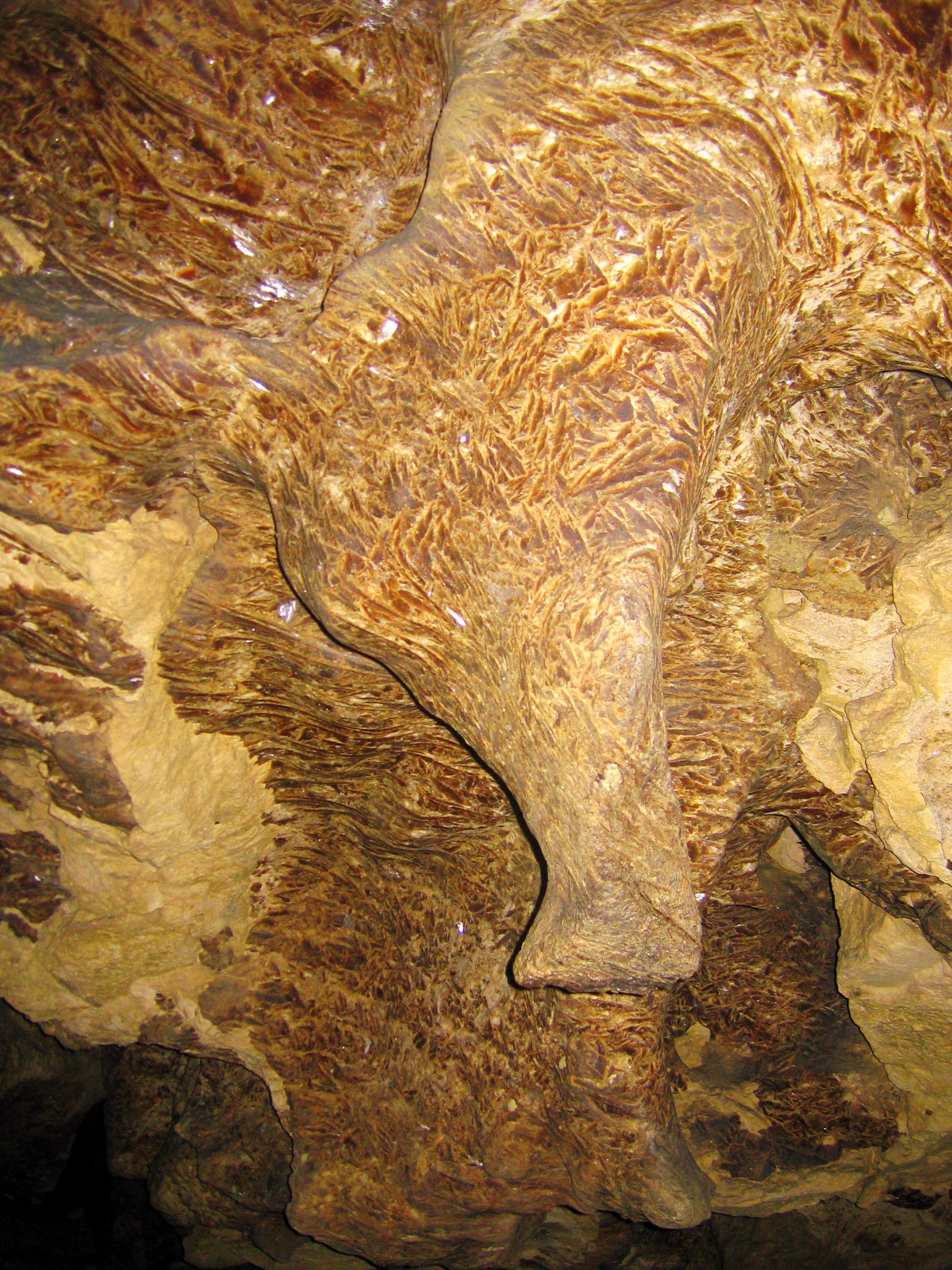
Кришталева печера